# Ароса (футбольный клуб)
«Ароса» (галис. и исп. Arosa SC) — галисийский футбольный клуб из города Вильягарсия-де-Ароса, в провинции Понтеведра, в автономном сообществе Галисия. Клуб основан в 1945 году, гостей принимает на стадионе «Эстадио А Ломба», вмещающем 5 000 зрителей. В Примере команда никогда не выступала, лучшим результатом является 16-е место в Сегунде в сезоне 1949/50.

## История
В 1980-х годах клуб играл в Сегунде B, из семи сезонов, проведённых в этой лиге, лучшего результата «Ароса» добилась в сезоне 1988/89, заняв 9 место. В последний раз клуб выступал Сегунде B в сезоне 1993/94, после которого вылетел в Терсеру. В сезоне 2008/09 команда заняла 19 место в Группе I Терсеры и вылетела в региональную лигу Галисии.

## Сезоны по дивизионам
- Сегунде — 1 сезон
- Сегунда B — 7 сезонов
- Терсера — 55 сезонов
- Региональные лиги — 14 сезонов

## Достижения
- Терсера
  - Победитель: 1992/93

## Известные игроки
- Мануэль Хименес Абало